# Кулиш, Станислав Константинович
Станисла́в Константи́нович Кули́ш (укр. Станіслав Костянтинович Куліш; род. 8 февраля 1989, Днепропетровск) — украинский футболист, нападающий. Дважды лучший бомбардир первой лиги (сезонов 2014/15 и 2018/19) и второй лиги Украины (сезонов 2012/13 и 2013/14).

## Игровая карьера
Станислав Кулиш родился в Днепропетровске. Начал заниматься футболом сначала в ДЮФШ «Днепромайн», а затем в системе днепропетровского «Днепра». Первыми тренерами Кулиша были Борис Подорожняк и Владимир Кузнецов. Когда в октябре 2007 года в городе был организован ФК «Днепр-75», его тренеры стали комплектовать команду выпускниками днепропетровских детско-юношеских спортивных школ. Одним из игроков нового клуба стал Станислав Кулиш. С этой командой выступал в чемпионате области, любительском чемпионате Украины, а впоследствии и в чемпионате второй лиги. В 2010 году перешёл в ряды любительского клуба «Колос» из Чкалово, после чего защищал цвета никопольского «Электрометаллург-НЗФ». В сезоне 2011/12 вернулся в «Днепр», однако пробиться в основу не сумел и выступал исключительно в составе «Днепра-2» во второй лиге.
Летом 2012 года заключил соглашение с днепродзержинской «Сталью». В первом же сезоне Кулиш стал лучшим бомбардиром второй лиги, однако в целом клуб выступил довольно неудачно. В следующем сезоне Станиславу удалось повторить своё достижение, что помогло команде завоевать «серебро» чемпионата и получить путёвку в первую лигу. В мае 2015 года в поединке с «Тернополем» Кулиш забил 100-й мяч на профессиональном уровне. В том же сезоне «Сталь» завоевала «серебро», а сам Станислав стал лучшим игроком сезона первой лиги по версии ПФЛ и лучшим бомбардиром соревновании.
Летом 2015 перешёл в харьковский «Металлист». 18 июля 2015 года в первом туре чемпионата Украины 2015/16 Кулиш дебютировал в Премьер-лиге. «Металлист» открывал чемпионат матчем против львовских «Карпат». В этой игре Кулиш во втором тайме заменил Ивана Бобко. В конце ноября 2015 года покинул харьковский клуб.
14 января 2016 года официально стал игроком «Александрии».
С января 2018 года — игрок «Вереса» (г. Ровно).
Летом 2018 года стал игроком клуба «Днепр-1». Покинул команду в январе 2020 года.

## Достижения

### Индивидуальные
- Лучший игрок Первой лиги Украины: 2014/15
- Лучший бомбардир Первой лиги Украины (2): 2014/15, 2018/19
- Лучший бомбардир Второй лиги Украины (2): 2012/13, 2013/14

### Командные
- Победитель Первой лиги Украины: 2018/19
- Серебряный призёр Первой лиги Украины: 2014/15
- Серебряный призёр Второй лиги Украины: 2013/14

## Список матчей, в которых Кулиш забил 3 и более гола
| # | Дата       | Команда     | Соперник                | Поле | Количество голов (Минуты)    | Счет | *      |
| - | ---------- | ----------- | ----------------------- | ---- | ---------------------------- | ---- | ------ |
| 1 | 3.08.2012  | Сталь Д.    | Севастополь-2           | Г    | 4 (11, 13, 18, 45+1)         | 7:2  | [ 11 ] |
| 2 | 25.11.2012 | Сталь Д.    | Жемчужина (Ялта)        | Д    | 5 (6 (пен.), 34, 59, 66, 88) | 8:2  | [ 12 ] |
| 3 | 13.04.2013 | Сталь Д.    | Макеевуголь             | Д    | 4 (10, 48, 61, 90+1)         | 4:2  | [ 13 ] |
| 4 | 25.05.2013 | Сталь Д.    | Севастополь-2           | Г    | 3 (48, 85 (пен.), 90)        | 5:2  | [ 14 ] |
| 5 | 22.05.2014 | Сталь Д.    | Энергия (Новая Каховка) | Д    | 4 (28, 58, 83, 90+1)         | 7:1  | [ 15 ] |
| 6 | 11.05.2015 | Сталь Д.    | Тернополь               | Д    | 3 (82, 88, 90+4)             | 4:0  | [ 16 ] |
| 7 | 25.02.2017 | Александрия | Волынь                  | Д    | 4 (27, 70, 88, 90+2)         | 6:0  | [ 17 ] |